# Ralph N. Adams
Ralph Norman „Buzz“ Adams (* 26. August 1924 in Atlantic City, New Jersey; † 28. November 2002) war ein US-amerikanischer Chemiker, Neurowissenschaftler und Hochschullehrer.

## Leben und Werk
Ralph N. Adams studierte Chemie an der Rutgers-Universität, unterbrochen durch einen Kriegseinsatz 1942 in der Chemiewaffenforschung und von 1943 bis 1945 als Bomberpilot im Zweiten Weltkrieg. Sein Studium schloss er 1950 als Bachelor ab und wurde 1953 an der Universität Princeton unter Anleitung von N. Howell Furman  promoviert. Nach zwei weiteren Jahren in Princeton folgte er 1955 einem Ruf an die University of Kansas. Dort war sein Forschungsgebiet zunächst die organische Elektrochemie. Er wurde 1965 Distinguished Professor. Ab 1969 änderte sich sein Forschungsinteresse: Er absolvierte ein Sabbatical an der University of California in Irvine in der Abteilung für Psychobiologie und beschäftigte sich mit der Physiologie und Anatomie des Nervensystems. Von 1978 bis 1982 lehrte er als Professor für Neurobehavioral Sciences an der Menninger School of Psychiatry in Topeka. Er ging 1992 in den Ruhestand.
Themen seiner Forschung waren zunächst elektrochemische Oxidationen an Feststoffelektroden und die Mechanismen der Elektrodenreaktionen. Später untersuchte er die elektrische Reizleitung im Gehirn im Zusammenhang mit neurologischen Erkrankungen wie der Schizophrenie. Er wies nach, dass die beiden Gehirnhälften sich in ihrer chemischen Zusammensetzung unterscheiden. Er wies auch das Vorkommen freier Radikale im menschlichen Körper nach.

## Ehrungen
- 1963 oder 1964: J. S. Guggenheim Fellowship
- 1982: Fisher Award in Analytical Chemistry der American Chemical Society
- 1984: C. N. Reilley Award for Electroanalytical Chemistry
- 1984: M.-Kolthoff-Goldmedaille der American Pharmaceutical Society
- 1989: Jacob Javits Neuroscience Investigator Award des National Institute of Neurological and Communicative Disorders and Stroke
- 1989: National Award in Electrochemistry der American Chemical Society
- 1996: Oesper Award

Das Adams’ Institute und die Adams-Professur an der Kansas University tragen seinen Namen.